# Baie de Babitonga
La baie de Babitonga est une baie du littoral brésilien de l'État de Santa Catarina. Elle se situe à l'embouchure du canal do Palmital, entre deux villes importantes: Joinville et São Francisco do Sul (sur l'île de São Francisco).
La Baie de Babitonga était déjà occupée il y a plus de 3 000 ans par des chasseurs/pêcheurs, les hommes du sambaqui. Aux XVe siècle et XVIe siècle, la baie est occupée par un groupe de tupi-guarani, les Carijós, qui disparurent au XVIIe siècle comme culture indigène à cause de l'esclavage, des guerres et des maladies.
Sur la rive nord de la baie, on trouve la localité de Saí (anciennement « Sahí ») qui, en 1842, fut le théâtre d'une expérience sociale pionnière - le phalanstère du Saí - organisée par le Dr. Benoît Jules Mure. Ce dernier s'inspirait des idées de Charles Fourier et s'installa en ces lieux avec des colons français.
Autour de la baie, et surtout sur la rive nord, on trouve encore d'importantes étendues de forêt atlantique. La végétation luxuriante de la région en fait une dédestination très appréciée des touristes.
Un ferry fait la liaison entre la ville de Joinville et la rive nord de la baie.
La baie de Babitonga (dont le nom signifie chauve-souris en langue indigène) présente un ensemble de 24 îles présentées ci-dessous:
- île Alvarenga
- île dos Araújos de Dentro
- île dos Araújos de Fora
- île dos Araújos do Meio
- île do Baiacú
- île do Chico Pedro
- île das Claras
- île do Corisco
- île do Ferreira
- île das Flores
- île Grande
- île Guaraqueçaba
- île Itaguaçu
- île dos Herdeiros
- île Mandigituba
- île do Maracujá
- île do Mel
- île da Murta
- île dos Negros
- île do Pernambuco
- île Queimadas
- île do Quiriri
- île Redonda
- île da Rita

Le « vapeur de Babitonga », premier moyen de transport maritime de passager et de fret entre São Francisco do Sul et Joinville, entra en service en 1878.